# Regensburger Pfandleihe
Die Regensburger Pfandleihe (Regensburger Pfandleihe GmbH) ist ein privates Pfandhaus. Bis zur Schließung im Jahr 1966 war der Vorläufer, die kommunale Pfandleihanstalt der Stadt Regensburg, eine der ältesten Pfandleihen Deutschlands. Ihre Gründung datiert auf das Jahr 1650.
Die historischen Geschäftsräume der Regensburger Pfandleihe befinden sich in der Roten-Hahnen-Gasse 5 in der Altstadt Regensburgs. Neben dem Pfandleihgeschäft gibt es einen Freiverkauf für zeitgemäßen Schmuck, Antikschmuck, sowie hochwertige Uhren.

## Geschichte
Die Geschichte der Regensburger Pfandleihe beginnt mit dem Entschluss des Rates des heiligen Römischen Reiches, der freien Stadt Regensburg im Jahr 1650 ein „ordentliches Pfandbuch“ und somit ein städtisches Pfandamt zu errichten. Im Jahr 1711 wurde ein eigenes Pfandhaus am Haidplatz errichtet, dessen erste Satzung am 12. Oktober 1742 erlassen wurde. Nach einer Verordnung durch Karl von Gottes Gnaden Erzbischof des heiligen römischen Reiches Erzkanzler und Kurfürst wurde am 30. Juni 1804 das alte Pfandamt aufgelöst und ein neues „kurfürstliches Pfand und Escompte Amt“ (für alle Stände) am Haidplatz errichtet.
Im Jahr 1810 zog das Pfandamt als königliche Anstalt in den ersten Stock des Regensburger Rathauses um. Mit der Einführung der Stadtmagistrate am 17. Mai 1818 ging das Pfandhaus in städtische Verwaltung über und die „Regensburger Pfandleihanstalt“ wurde gegründet. Am 1. Januar 1882 zog die Regensburger Pfandleihanstalt in den ehemaligen Salzstadel an der Steinernen Brücke um. Sie bezog dort die kompletten acht Stockwerke des Gebäudes und hatte somit immense Lagerkapazitäten zur Verfügung.
Ende des Jahres 1966 wurde die städtische Pfandleihanstalt aus Kostengründen geschlossen und Heinrich Eymann erhielt am 1. Januar 1967 von der Stadtverwaltung die Lizenz zur Wiedereröffnung als private Pfandleihanstalt. Im Allgemeinen gilt eine Einwohnerzahl von 500.000 als Untergrenze, ab der eine Pfandleihe in einer Stadt existieren kann. Obwohl die Einwohnerzahl Regensburgs im Jahr 1967 nur rund 128.000 betrug, konnte die Regensburger Pfandleihe bestehen, da sie die einzige Pfandleihe in der Region war. Zum Einzugsgebiet zählten neben der Stadt selbst und ihrem Umland auch Straubing, Weiden in der Oberpfalz oder Ingolstadt. Außerdem war ein wichtiger Faktor der Zuzug von Studenten in den folgenden Jahren, da an der Universität Regensburg die ersten Fakultäten zum Wintersemester 1967/68 ihren vollen Studienbetrieb aufnahmen.
Mit dem Werbeslogan „Geld auf die Hand, wir beleihen jeden Gegenstand!“ sprach die Regensburger Pfandleihe Kunden aus allen gesellschaftlichen Schichten an. Der Anteil von Schmuck machte damals nur einen Bruchteil der Ware aus. Da acht Stockwerke des Salzstadels als Lagerkapazitäten zur Verfügung standen, war zum Beispiel ein ganzes Stockwerk für Fahrräder reserviert und es existierte ein separater klimatisierter Raum nur für die Lagerung von Pelzen.
Im Jahr 1985 übergab Heinrich Eymann die Regensburger Pfandleihanstalt seiner Tochter Andrea Eymann. Wegen des Umbaus des Salzstadels zog die Pfandleihanstalt im Jahr 1988 in die Rote-Hahnen-Gasse 5 um. Seit diesem Zeitpunkt werden ausschließlich Schmuck und hochwertige Uhren beliehen. Zum Jahreswechsel 1991/92 wurde die Regensburger Pfandleihanstalt in die Regensburger Pfandleihe GmbH umgewandelt.